# Chrysotus caroliniensis
Chrysotus caroliniensis är en tvåvingeart som beskrevs av Robinson 1964. Chrysotus caroliniensis ingår i släktet Chrysotus och familjen styltflugor.
Artens utbredningsområde är North Carolina. Inga underarter finns listade i Catalogue of Life.